# Andriej Sokołow (hokeista)
Andriej Pawłowicz Sokołow, ros. Андрей Павлович Соколов (ur. 22 stycznia 1968 w Ust-Kamienogorsku, Kazachska SRR) – kazachski hokeista, reprezentant Kazachstanu, olimpijczyk. Trener hokejowy.
Jego syn Konstantin (ur. 1991), także jest hokeistą.

## Kariera zawodnicza
- Torpedo Ust-Kamienogorsk (1987-1988)
- Sibir Nowosybirsk 2 (1991-1992)
- Torpedo Ust-Kamienogorsk (1989-1993)
- Detroit Falcons (1993)
- Mietałłurg Magnitogorsk (1994-2005)

Wychowanek Torpedo Ust-Kamienogorsk. Wieloletni zawodnik tego klubu oraz rosyjskiego Mietałłurga Magnitogorsk.
Wielokrotny reprezentant kraju. Uczestniczył w turniejach mistrzostw świata w 1993, 1994 (Grupa C), 1998 (Grupa A), 2003 (Dywizja I), 2005 (Elita) oraz na zimowych igrzyskach olimpijskich 1998.

## Kariera trenerska
- Mietałłurg 2 Magnitogorsk (2006-2007), asystent trenera
- Mietałłurg Magnitogorsk (2008-2011), asystent trenera
- Mietałłurg Nowokuźnieck (2011/2011), asystent trenera
- Awtomobilist Jekaterynburg (2011-2012), asystent trenera[2]
- Ak Bars Kazań (2012-2016), asystent trenera
- Jugra Chanty-Mansyjsk (2016), p.o. głównego trenera
- Traktor Czelabińsk (2017-2019), asystent trenera
- Awtomobilist Jekaterynburg (2019), asystent trenera
- Stalnyje Lisy Magnitogorsk (2020-2021), asystent trenera
- Amur Chabarowsk (2021-), asystent trenera

Po zakończeniu kariery zawodniczej został trenerem hokejowym. Kilka lat pracował w klubie z Magnitogorska. Od 2012 asystent trenera w Ak Barsie Kazań. Ponadto na mistrzostwach świata 2012 był asystentem w sztabie reprezentacji Kazachstanu (kadra spadła wówczas z Elity).
Od maja 2017 w sztabie trenerskim Traktora Czelabińsk. We wrześniu 2019 powrócił do sztabu Traktora. Od maja do października 2019 był w sztabie Awtomobilista Jekaterynburg jako trener obrońców. W grudniu 2020 wszedł do sztabu juniorskiej drużyny Stalnyje Lisy Magnitogorsk. Pod koniec września 2021 został pomocnikiem głównego trenera w Amurze Chabarowsk, Michaiła Krawca.

## Sukcesy
Reprezentacyjne
- Awans do MŚ Elity: 2003

Klubowe
- Złoty medal mistrzostw Kazachstanu: 1993, 1994 z Torpedo Ust'-Kamienogorsk
- Srebrny medal mistrzostw Kazachstanu: 2006 z Kazcynk-Torpedo
- Złoty medal mistrzostw Rosji: 1999, 2001 z Mietałłurgiem Magnitogorsk
- Srebrny medal mistrzostw Rosji: 1998, 2004 z Mietałłurgiem Magnitogorsk
- Brązowy medal mistrzostw Rosji: 1995, 1997, 2000, 2002 z Mietałłurgiem Magnitogorsk
- Puchar Rosji: 1998 z Mietałłurgiem Magnitogorsk
- Mistrzostwo Europejskiej Ligi Hokejowej: 1999, 2000 z Mietałłurgiem Magnitogorsk

Indywidualne
- Superliga rosyjska w hokeju na lodzie (2003/2004): Złoty Kask (przyznawany sześciu zawodnikom wybranym do składu gwiazd sezonu)